# Sisanda Magala
Sisanda Somila Bruce Magala (* 7. Januar 1991 in Port Elizabeth, Südafrika) ist ein südafrikanischer Cricketspieler, der seit 2021 für die südafrikanische Nationalmannschaft spielt.

## Kindheit und Ausbildung
Magala besuchte das Muir College in Uitenhage.

## Aktive Karriere
Sisanda gab sein First-Class-Debüt für die Eastern Province im nationalen südafrikanischen Cricket im Oktober 2010. In der Folge konnte er sich bei den Warriors etablieren und wurde in der Saison 2019/20 für die Touren gegen England und Australien nominiert, kam jedoch auf Grund Zweifeln an seiner Fitness nicht zum Einsatz. Daraufhin wechselte er zu den Lions. Dort konnte er dann in den Biobubbles auf Grund der COVID-19-Pandemie herausstechen, als er in nationalen Wettbewerben im List-A- und Twenty20-Cricket als bester Bowler glänzte. Im April 2021 wurde er für die Twenty20-Serie gegen Pakistan für die Nationalmannschaft nominiert und gab dort sein Debüt. Kurz darauf verletzte er sich am Knöchel und musste mehrere Wochen pausieren. Im November folgte dann gegen die Niederlande sein Debüt im ODI-Cricket. Jedoch hatte er daraufhin Probleme die Fitnessvorgaben des Verbandes im Zwei-Kilometer-Lauf zu erfüllen und wurde zunächst nicht mehr berücksichtigt. Als er diese dann erfüllte, erzielte er gegen England im Januar 2023 in der ODI-Serie 3 Wickets für 46 Runs und wurde als Spieler des Spiels ausgezeichnet. Im März konnte er dann zunächst gegen die West Indies 3 Wickets für 21 Runs in den Twenty20s erreichen, bevor er 3 Wickets für 37 Runs und 5 Wickets für 43 Runs gegen die Niederlande erzielte. In der Folge wurde er für den Cricket World Cup 2023 nominiert.